# Molophilus hollowayi
Molophilus hollowayi là một loài ruồi trong họ Limoniidae. Chúng phân bố ở miền Australasia.